# Nina Stubbe
Nina Eva Mari Stubbe, född 7 februari 1968, är en svensk jurist som var lagman i Eskilstuna tingsrätt från 2013 till 2016 och är lagman i Södertälje tingsrätt från 2019.
Stubbe utnämndes 4 juni 2009 till rådman i Solna tingsrätt. Hon utnämndes 27 mars 2013 till lagman i Eskilstuna tingsrätt och 17 mars 2016 till chefsrådman i Attunda tingsrätt. Den 19 september 2019 utnämndes hon till lagman i Södertälje tingsrätt